# Anita Loos

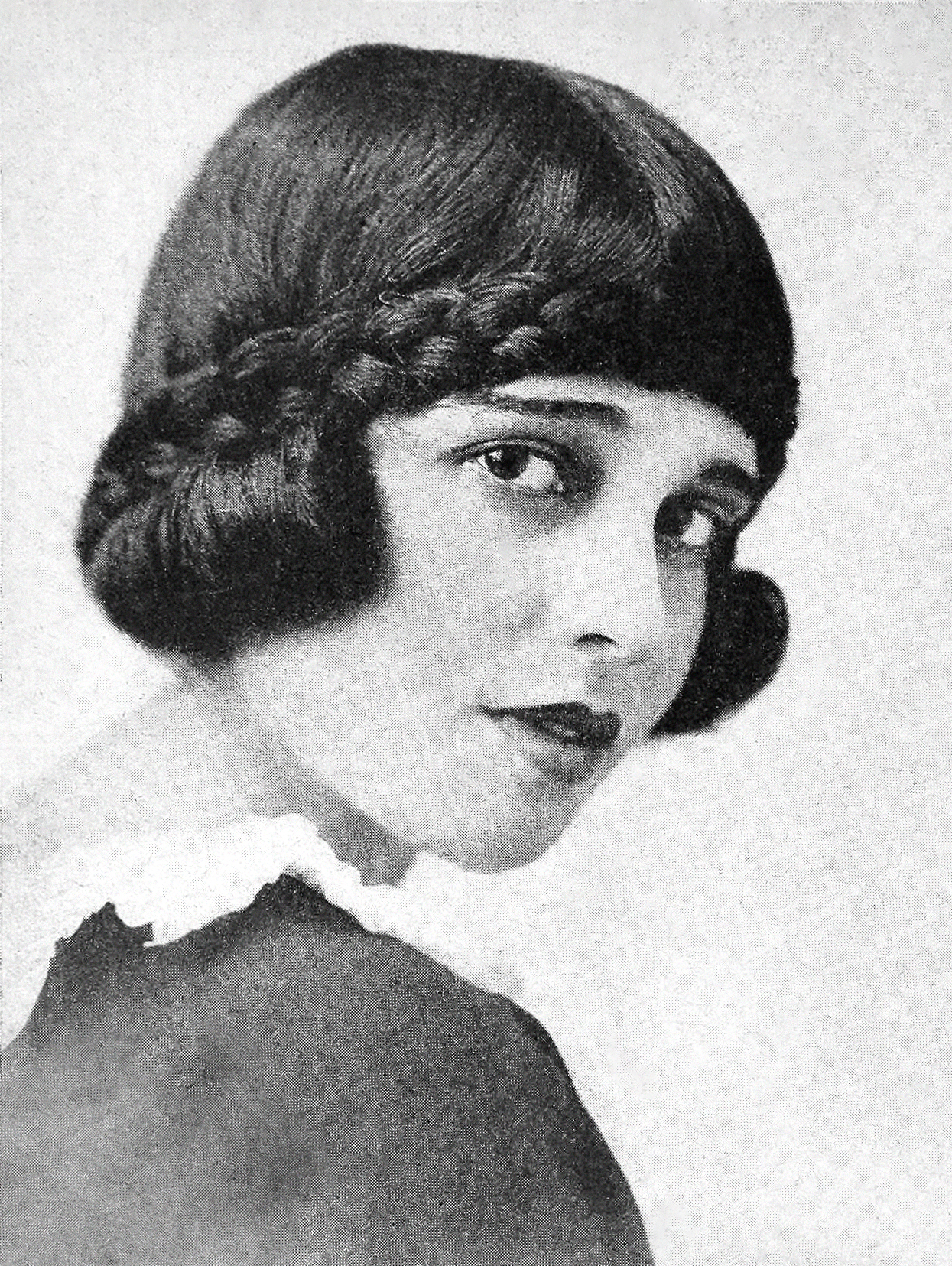
Anita Loos (1920)

Corinne Anita Loos (* 26. April 1889 in Sisson (heute: Mount Shasta), Siskiyou County, Kalifornien; † 18. August 1981 in New York City, New York) war eine US-amerikanische Schriftstellerin und Drehbuchautorin.

## Leben
Anita Loos war die erste bedeutende Drehbuchautorin Hollywoods. Ihr größter Erfolg war Blondinen bevorzugt (Gentlemen Prefer Blondes).
1890 starb ihre achtjährige Schwester nach einer Blinddarm-Notoperation. 1893 zog die Familie nach San Francisco, 1903 nach San Diego, wo ihrem Vater Richard Beers Loos, bekannt als R. Beers, die Leitung des San Diego Theaters übertragen wurde. Dort schloss Loos zwei Jahre später als üblich die High School ab. Schon als Kind stand sie auf der Bühne, zum Beispiel in einer Bühnenfassung von Quo Vadis 1894. Später schrieb sie für eine Zeitung in San Diego und für den New York Morning Telegraph. Bald begann sie, Dramen und schließlich Drehbücher zu schreiben. Nicht alle Werke sind überliefert. The New York Hat wurde als erstes ihrer Drehbücher verfilmt (1912). Mit 18 Jahren erhielt sie ein festes Engagement als Drehbuchautorin in Hollywood. Seit ihrer Heirat mit dem Regisseur John Emerson 1919 lebte sie in New York und schrieb nicht mehr, bis das Paar aufgrund finanzieller Probleme nach Hollywood zurückkehren musste.
Dort entstanden zahlreiche Drehbücher und 1925 die Erzählung Gentlemen Prefer Blondes, mit der sie berühmt wurde. Sie wurde in 14 Sprachen übersetzt und war Vorlage für ein Broadway-Stück, ein Musical, einen Stummfilm und vor allem die Verfilmung aus dem Jahr 1953 mit Marilyn Monroe und Jane Russell. Weitere Bücher folgten: But Gentlemen Marry Brunettes (1928), A Mouse is Born (1951), No Mother to Guide Her (1961). In Hollywood arbeitete ab 1941 auch ihre Nichte, die Drehbuchautorin Mary Loos.

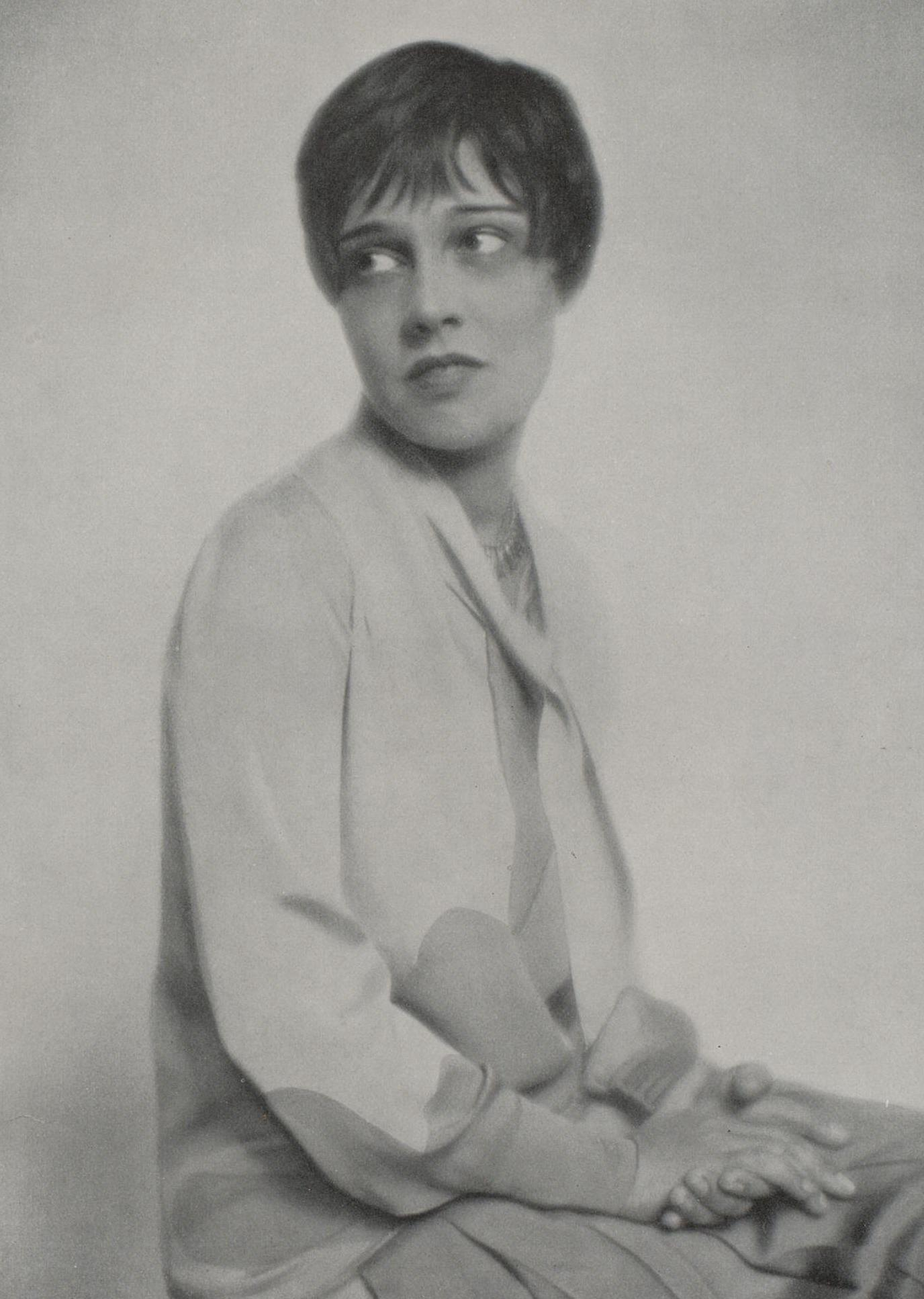
Anita Loos, um 1930

In zwei Autobiographien beschreibt sie vor allem die anfänglichen Jahre des Hollywood-Kinos und gibt Einblick in den Produktionsbetrieb: A Girl Like I (1966) und Kiss Hollywood Good-by (1974). Außerdem publizierte sie in den Zeitschriften Harper’s Bazaar, Vanity Fair und The New Yorker. 
Anita Loos starb am 18. August 1981 in einem Krankenhaus in New York nach einem Herzinfarkt.

## Werke (Auswahl)
Romane
- Gentlemen Prefer Blondes. The Illuminating Diary of a Professional Lady. Illustr. von Ralph Barton. Boni & Liveright, New York 1925 und in Fortsetzungen in der Zeitschrift Harper’s Bazaar 1925.
- But Gentlemen Marry Brunettes. The Illuminating Diary of a Professional Lady. Illustr. von Ralph Barton. New York: Boni & Liveright, New York 1928.
- A Mouse is Born. Illustr. von Pallavicini. Garden City, N.Y.: Doubleday 1951, 214 S.
- No Mother to Guide Her. New York: McGraw-Hill 1961, 157 S.

Drehbücher
- San Francisco. A Screen Play. Nachwort von Anita Loos. Hrsg. von Matthew J. Bruccoli. Carbondale, Ill.: Southern Illinois UP 1979.
- Murfin, Jane / Anita Loos: The Women. In: Twenty Best Film Plays. Hrsg. von John Gassner / Dudley Nichols. Crown, New York 1943.

Dramen
- The Fall of Eve. 1925.
- The Gay Illiterate. Doubleday, New York 1944.
- Happy Birthday. A Play in Two Acts. S. French, New York 1947.
- Gentlemen Prefer Blondes. 1949.
- Gigi. A Comedy in Two Acts Dramatized From the Novel by Colette. Random House, New York 1952.
- The Amazing Adele. 1955
- Every Girl Needs a Parlor. Viking Press, New York 1955.
- Cheri. 1959.
- mit John Emerson. Gentlemen Prefer Blondes. Century Play, New York 1926.
- mit John Emerson: The Whole Town’s Talking. A Farce in Three Acts. Longmans, Green & co., New York 1925.
- mit John Emerson: The Social Register. New York 1931 [Typoskript].

Weiteres
- A Girl Like I. New York: Viking Press 1966.
- Kiss Hollywood good-by. Viking Press, New York 1974.
- Cast of Thousands. Grottet & Dunlap, New York 1977.
- The Talmadge Girls. A Memoir. Viking Press, New York 1978.
- Fate Keeps on Happening. Adventures of Lorelei Lee and Other Writings. Hrsg. von Ray Pierre Corsini. Dodd, Mead, New York 1984.
- mit John Emerson: How to Write Photoplays. James A. McCann, New York 1920.
- mit John Emerson: Breaking into the Movies. James A. McCann, New York 1921.

Übersetzungen ins Deutsche
- Die Blonde und die Herren. Reisetagebuch einer New-Yorker Berufsschönheit. In: Die Dame (1925)5-(1926)11. (leicht gekürzt, Übersetzer: Gustaf Kauder)
- Blondinen bevorzugt. Das lehrreiche Tagebuch einer jungen Dame. Mit 24 Illustrationen von Ralph Barton. Übersetzung aus dem Englischen von Gustav Kauder. Drei Masken Verlag, München 1926.
- Blondinen bevorzugt. Das lehrreiche Tagebuch einer Dame von Beruf. Aus dem Amerikan. übertr. von Lisette Mullère, Christian Ferber. Ungekürzte Ausg., Rowohlt, Reinbek b. Hamburg 1965; 2. Auflage 1967
- Blondinen bevorzugt. Das lehrreiche Tagebuch einer jungen Dame. Aus dem Englischen von Gustaf Kauder. Piper, München 1975.
- Blondinen bevorzugt. Das lehrreiche Tagebuch einer Dame von Beruf. Aus dem Amerikanischen von Lisette Mullère. Diogenes, Zürich 1987.
- Blondinen bevorzugt: weiblich, ledig, jung sucht Millionär. Dt. von Lisette Mullère. Rowohlt-Taschenbuch-Verlag, Reinbek bei Hamburg 1998.
- Brünette – heiraten! Mit 26 Illustr. [z. Tl. auf Taf.] von Ralph Barton. Übers. aus dem Engl. von Marie-Therese Morel. Drei Masken Verlag, München 1929.
- Brünette, heiraten! Mit 26 Ill. von Ralph Barton u. e. Nachw. von Ursula von Kardorff. Aus d. Amerikan. von Marie-Therese Morel. Rogner und Bernhard, München 1975.
- Gentlemen heiraten Brünette. Das lehrreiche Tagebuch einer Dame von Beruf. Aus d. Amerikan. von Marie-Therese Morel. Diogenes, Zürich 1987.

## Filmografie (Auswahl)
Drehbuch
- 1916: Amerikanische Aristokratie (American Aristocracy)
- 1917: Der Wilde Westen (Wild and Woolly)
- 1931: Der Kampf (The Struggle)
- 1932: Feuerkopf (Red-Headed Woman)
- 1933: Liebeslied der Wüste (The Barbarian)
- 1933: Ganovenbraut (Hold Your Man)
- 1934: Millionäre bevorzugt (The Girl from Missouri)
- 1936: Riffraff
- 1936: San Francisco
- 1937: Saratoga
- 1939: Die Frauen (The Women)
- 1940: Susan und der liebe Gott (Susan and God)
- 1941: Blüten im Staub (Blossoms in the Dust)
- 1941: Fluchtweg unbekannt (They Met in Bombay)
- 1941: When Ladies Meet

Literarische Vorlage
- 1928: Gentlemen Prefer Blondes
- 1933: Midnight Mary
- 1953: Blondinen bevorzugt (Gentlemen Prefer Blondes)
- 1955: So liebt man in Paris (Gentlemen Marry Brunettes)

### Monographien
- Cari Beauchamp, Mary Anita Loos (Hrsg.): Anita Loos rediscovered. Film treatments and fiction by Anita Loos. University Press, Berkeley, Calif. 2003, ISBN 0-520-22894-4.
- Gary Carey: Anita Loos. A Biography. Bloomsbury, London 1988, ISBN 0-7475-0294-3.
- George H. Douglas: Women of the 20s. Aimee Semple McPherson, Edna St. Vincent Millay, Dorothy Parker, Amelia Earhart, Martha Graham, Anita Loos. Saybrook Press, Dallas, Tx. 1986, ISBN 0-933071-06-X.
- Ann Martin (Hrsg.): What Women wrote. Scenarios 1912–1929 (Cinema history microfilm series). University Press, Frederick, MD 1987, ISBN 0-89093-988-8.
- Marsha McCreadie: The women who write the movies. From Frances Marion to Nora Ephron. Carol Publ., New York 1994, ISBN 1-55972-251-7.
- Majorie Rosen: Popcorn Venus. Women, Movies and the American Dream. Owen Books, London 1975, ISBN 0-7206-0204-1 (EA New York 1973).

### Aufsätze
- Katharina von Ankum: Material Girls. Consumer Culture and the „New Woman“ in Anita Loos' „Gentlemen Prefer Blondes“ and Irmgard Keun's „Das kunstseidene Mädchen“. In: Colloquia Germanica. Internationale Zeitschrift für Germanistik, Bd. 27 (1994), Heft 2, ISSN 0010-1338, S. 159–172.
- Anonym: Loos, Anita – In Memoriam. In: Menckeniana. A quarterley Review, Bd. 80 (1981), ISSN 0025-9233.
- Lucie Arbuthnot, Gail Seneca: Pre-Text and Text in „Gentlemen prefer Blondes“. In: Patricia Erens (Hrsg.): Issues in Feminist Film Critisism. University Press, Bloomington, Ind. 1990, ISBN 0-253-31964-1, S. 112–125.
- Regina Barreca: Introduction. In: Anita Loos: „Gentlemen prefer Blondes“ and „But Gentlemen Marry Brunettes“. Penguin, New York 1998, vii-xxiv, ISBN 0-14-118069-2.
- T. E. Blom: Anita Loos and Sexual Economics. „Gentlemen Prefer Blondes“. In: Canadian Review of American Studies, Bd. 7 (1976), Heft 1, ISSN 0007-7720, S. 39–47.
- Matthew J. Bruccoli: Anita Loos. In: Conversation with Writers, Bd. 2. Gale Research, Detroit, Mich. 1977, ISBN 0-8103-0945-9, S. 125–140.
- Laurie J. C. Cella: Narrative „Confidence Games“. Framing the Blonde Spectacle in Gentlemen Prefer Blondes (1925) and Nights at the Circus (1984). In: Frontiers. A Journal of Women Studies, Bd. 25 (2004), Heft 3, ISSN 0160-9009, S. 47–62.
- Sarah Churchwell: „Lost among the Ads“. Gentlemen Prefer Blondes and the Politics of Imitation. In: Lisa Botshon, Meredith Goldsmith (Hrsg.): Middlebrow Moderns. Popular American Women Writers of the 1920s. University Press, Boston, MA 2003, ISBN 1-55553-557-7, S. 135–164 (Vorwort von Joan Shelley Rubin).
- Richard Corliss: Writing in Silence. In: Film Comment, Bd. 21 (1985), ISSN 0015-119X, S. 70–75.
- Barbara Everett: The New Style of Sweeney Agonistes. In: Claude J. Rawson (Hrsg.): English Satire and the Satiric Tradition. Blackwell, Oxford 1984, ISBN 0-631-13667-3, S. 243–263 (Einleitung von Alvin Kernan).
- William Goldhurst: Regeneration through Disaster. „San Francisco“. In: Post Script. Essays in Film and the Humanities, Bd. 4 (1985), Heft 2, ISSN 0277-9897, S. 45–62.
- Faye Hammill: „One of the Few Books That Doesn’t Stink“. The Intellectuals, the Masses and Gentlemen Prefer Blondes. In: Critical Survey/N.S., Bd. 17 (2005), Heft 3, ISSN 0011-1570, S. 27–48.
- Fiona Handyside: Beyond Hollywood, into Europe. The tourist gaze in „Gentlemen Prefer Blondes“ and „Funny Face“. In: Studies in European Cinema, Bd. 1 (2004), Heft 2, ISSN 1741-1548, S. 77–89.
- Susan Hegeman: Taking Blondes Seriously. In: American Literary History, Bd. 7 (1995), Heft 3, S. 535–554, ISSN 0896-7148.
- Brian Jones: Anita Loos. In: Book and Magazine Collector, Bd. 96 (1992), ISSN 0952-8601.
- Melissa S. Kort: „Shadows of the Substance“. Women Screenwriters in the 1930s. In: Janet Todd (Hrsg.): Women and Film (Women and Literature/N.S.; Bd. 4). Holmes & Meier, New York 1988, ISBN 0-8419-0936-9, S. 169–186.
- Leah Lowe: Anita Loos. In: Christopher J. Wheatley (Hrsg.): Twentieth-Century American Dramatists (Dictionary of Literary Biography; Bd. 228). Gale Group, Detroit, MI 2000, ISBN 0-7876-3137-X, S. 179–185.
- Jean-Marie Lutes: Authoring „Gentlemen Prefer Blondes“. Mass-market beauty culture and the makeup of writers. In: Prospects, Bd. 23 (1998), ISSN 0361-2333, S. 431–460.
- John T. Matthews: Gentlemen Prefer Blondes. Faulkner, Anita Loos, and Mass Culture. In: Waldemar Zacharasiewicz (Hrsg.): Faulkner, His Contemporaries, and His Posterity (Transatlantic Perspectives; Bd. 2). Francke-Verlag, Tübingen 1993, ISBN 3-7720-2002-X, S. 207–221.
- Richard Mayne: Review of Anita Loos. Kiss Hollywood good-by. In: The Times Literary Supplement vom 6. Dezember 1974, ISSN 0040-7895.
- Sheridan Morley: Theatre. Gentlemen Prefer Blondes; Closer than ever; Inventing America. In: The Spectator vom 1. August 1998, ISSN 0038-6952.
- Rhonda S. Pettit: Material Girls in the Jazz Age. Dorothy Parker’s „Big Blonde“ as an Answer to Anita Loos’s Gentlemen Prefer Blondes. In: Rhonda S. Pettit und Regina Barreca (Hrsg.): The Critical Waltz. Essays on the Work of Dorothy Parker. University Press, Madison, N.J. 2005, ISBN 0-8386-3968-2, S. 75–85.[3]
- Carter Ratcliff: Tut, Exxon and Anita Loos. Commercialisation of Egyptian Art. In: Art in America, Bd. 67 (1979), Heft 2, ISSN 0004-3214, S. 94–100.
- Richard Schickel: Review of Loos, Anita „Cast of Thousands“. In: New York Times Book Review vom 6. Februar 1977, ISSN 0028-7806.
- Richard J. Schrader: „But Gentlemen Marry Brunettes“. Anita Loos and Henry L. Mencken. In: Menckeniana. A Quarterly Review, Bd. 98 (1986), Heft 2, ISSN 0025-9233, S. 1–7.
- The Federation of Cathedral Old Chorister’s Associations (Hrsg.): Once a chorister Bd. 5 (1988), Heft 1, ISSN 0954-2841.
- Maureen Turim: Gentlemen consume Blondes. In: Patricia Erens (Hrsg.): Issues in Feminist Film Criticism. University Press, Bloomington, Ind. 1990, ISBN 0-253-31964-1.
- Joanne Yeck: Anita Loos. In: Robert E. Morsberger, Stephen O. Lesser, Randall Clark (Hrsg.): American Screenwriters, Bd. 1 (Dictionary of Literary Biography; Bd. 26). Gale Research, Detroit, MI 1984, ISBN 0-8103-0917-3, S. 212–218.
- Paul Werner, Uta van Steen: Anita Loos. Die triviale Philosophin. In: Diess.: Rebellin in Hollywood. 13 Porträts des Eigensinns. Edition Tende, Frankfurt/M. 1986, ISBN 3-88633-061-3, S. 91–104.